# Метод когнітивного картування
Метод когнітивного картування – це метод прикладного аналізу у сфері міжнародної політики, спрямований на виявлення того, яким чином політичний діяч сприймає певну політичну проблему, а також встановлення його ймовірнісної реакції на розвиток подій.

## Історія становлення методу
Психологічні аспекти зовнішньополітичної діяльності окремих політичних осіб починали активно вивчатись після закінчення Другої світової війни. Популярними методами дослідження особистості політиків були вивчення автобіографій та складання психологічних портретів. На початку 70-х р. XX ст. Г. Бонхам та М. Шапіро вперше провели дослідження з використанням ЕОМ з метою зіставлення когнітивних карт різних політиків та моделювання їх майбутньої поведінки. В результаті були виявлені когнітивні блоки, що відображали уявлення про те, як один суб'єкт впливає на іншого. Такі дані дослідник може використати для того, аби виявити сприйняття політиком як певних конкретних реалій, так і навколишнього світу в цілому.
Отже, метод постав в рамках когнітивної психології — одного з основних напрямів сучасної психології. Прихильники когнітивного картування вважають, що використання цього методу дає можливість пояснити і спрогнозувати поведінку людини у різних ситуаціях.
Говорячи про дослідження використання методу у сфері міжнародних відносин, то у цьому контексті когнітивне картування привернуло найбільше уваги у працях О. Холсті, Р. Аксельрода, а також Р. Джервіса. У 1976 р. Р. Джервіс у своїй праці «Сприйняття та неправильне сприйняття в міжнародній політиці» зазначив, що, окрім емоційних факторів, на рішення, що приймаються тими чи іншими політичними лідерами, впливають також когнітивні фактори.
Методика дозволяє прослідкувати сприйняття політичним діячем тої чи іншої обставини, характерної для певної ситуації, а також, як зазначає С. Турунок, форму поведінки, приманну окремому політикові у кризових або конфліктних ситуаціях. 

## Етапи когнітивного картування
Основу методу становить проектування когнітивної карти — своєрідної графічної системи збору та переробки інформації, що зберігається у свідомості людини.
На першому етапі здійснюється відбір паперових джерел (інтерв'ю, тексти виступів), що містять особисті висловлювання політика.
На другому етапі виокремлюють основні поняття, якими оперує людина, ці поняття досліджуються на причинно-наслідкові зв'язки, потім визначають їх ступінь щільності.
На третьому етапі проводяться підрахунки причинно-наслідкових зв'язків.
Четвертий етап характеризується здійсненням безпосередньої інтерпретації результатів карти. Про раціональність у підході до висловлювання та вміння оцінювати переваги та ризики свідчать структорованість самого висловлювання (у цьому випадку, тексту), наявність у ньому прямих-зворотних зв'язків, фраз «по-перше, по-друге». Підвищена емоційність під час висловлення свідчить про те, що досліджувана особа надає перевагу оцінними судженням. В цьому контексті можна виявити певні абстрактні формулювання та апелювання до конкретних проблем.
На п'ятому етапі здійснюється верифікація всіх результатів дослідження. Часто, задля підвищення результативності дослідження через когнітивне картування, застосовують інші методи (контент-аналіз, івент-аналіз тощо).

## Когнітивна карта та способи її трактування
О. Селіванова вважає, що когнітивна карта поєднує в собі: а) жанрову модель тексту, що може допомогти у вивченні типу мислення конкретної особи; б) інтерактивну модель, що покликана фіксувати задум та ролі комунікантів; в) концептуальний простір тексту, загальний концепт та підпорядковані йому другорядні концепти, топіки, пропозиції та засоби їх зв'язку — цебто, конектори.
Карта передбачає аналіз текстів політичного спрямування у вигляді графів, сукупності цілей, інтересів, а також типових реакцій, що допомагають спрогнозувати тип поведінки політичного діяча. Оцінка впливу політичних подій оцінюється знаками «+», «-», «0». Рівень впливу однієї події на іншу позначають у системі графів маркерами — вагами, яким характерна трикомпонентна школа впливововсті «1-3». Використання ваги визначає напрям розвитку актуальної ситуації. Слід зазначити, що таке дослідження має загалом позитивні результати. На завершення аналізу встановлюють тип казуальних відношень: «А сприяє В», «А перешкоджає В» або «А ніяк не впливає на В». Цікавим є те, що аналіз когнітивних чинників дає можливість зрозуміти, до прикладу, що відносна сталість зовнішньополітичної ситуації в країні зумовляється і сталістю поглядів лідерів цих країн.
У вивченні когнітивних карт використовують різні методики, однак найбільш популярними вважаються читання карт за допомогою низки сталих політологічних понять та шляхом найдоступніших математичних розрахунків.
Під час побудови графіка причинно-наслідкові зв'язки зазначаються стрілками, напрямок яких визначається відповідно до логіки відображення думок автором. Ступінь розташування тем фіксується відносно кількості причинно-наслідкових зв'язків. Якщо показники близькі між собою, то теми розташовуються на одному рівні. Це допомагає вибудувати багаторівневий графічний малюнок, що включає в себе певну кількість взаємозалежних понять. Реалії, які відображує карта, можуть характеризуватися різною широтою, зображуватись у різних часових відрізках (залежно від загального ходу висловлених думок). Все це встановлюється на етапі інтерпретації всіх деталей, зібраних під час картування.
Аналізуючи результати картування, важливо звертати увагу на такі особливості: загальна співвіднесеність внутрішньополітичної і зовнішньополітичної тематик, загальнолюдських цінностей та політичних проблем, ступінь емоційності, співвідношення позитивних і негативних оцінок в емоціях, використання порівнянь та типової лексики, ступінь співвідношення емоційної та пізнавальної сфер мислення тої особи, чиї дані досліджуються. 

## Висновок
Застосування вищезгаданої методики в дослідженнях виявляє ефективність у впливі на перебіг подій, що цікавлять, насамперед, аналітика. Однак, когнітивне картування є досить трудомістким дослідженням, що робить його менш застосовуваним, ніж, наприклад, контент-аналіз. Також за допомогою цієї методики досить важко дослідити вмотивованість особи на реалізацію певного типу поведінки, що у результаті провокує певний когнітивний стиль.
Цікавим виявився експеримент професора Монреальського університету Б. Корани, який, враховуючи всі недоліки роботи з когнітивним картуванням, запропонував методику з обмеженою кількістю найбільш характерних індикаторів поведінки політичного діяча — спосіб дипломатичного представництва, економічні угоди, міждержавні візити та договори. Індикатори систематизуються відповідно до їх типу та рівня значущості. Далі дослідник складає матричну таблицю, яка і створює цілісне уявлення про досліджуваний об'єкт. Такі дані є основою висновків про поведінку політика, взаємодію з колегами, період, в який відбуваються ця взаємодія і т. д.
Отож, когнітивне картування є досить ефективним методом аналізу індивідувального та групового мислення в сфері міжнародних відносин, а також індивідуальну здатність окремих політиків сприймати зовнішньополітичні процеси.